# Human Wreckage
Human Wreckage is een stomme film uit 1923 onder regie van John Griffith Wray. Co-regisseuse, producente en co-scenarioschrijfster Dorothy Davenport baseerde het verhaal op het overlijden van Wallace Reid, haar eigen voormalige echtgenoot. Hij was verslaafd aan morfine. De film draait om de gevaren van drugs.

## Verhaal
Ethel McFarland zet haar echtgenoot en advocaat Alan aan tot het verdedigen van drugsverslaafde Jimmy Brown. Door de druk die de zaak met zich meebringt, grijpt Alan alleen via een bevriende dokter zelf naar de verdovende middelen en raakt verslaafd. Dit maakt hem kwetsbaar voor chantage.

## Rolverdeling
| Acteur             | Personage        |
| ------------------ | ---------------- |
| Dorothy Davenport  | Ethel MacFarland |
| James Kirkwood     | Alan MacFarland  |
| Bessie Love        | Mary Finnegan    |
| George Hackathorne | Jimmy Brown      |
| Claire McDowell    | Mrs. Brown       |
| Robert McKim       | Dr. Hillman      |
| Harry Northrup     | Steve Stone      |
| Victory Bateman    | Moeder Finnegan  |
| Eric Mayne         | Dr. Blake        |
| Otto Hoffman       | Harris           |
| Philip Sleeman     | Dunn             |
| George Clark       | The Baby         |
| Lucille Ricksen    | Ginger           |